# Evert van der Leij
Evert Reenders van der Leij (Westernieland, 17 september 1835 - Pieterburen, 30 juli 1916) was een Nederlands bestuurder en landbouwer. Hij was tussen 1891 en 1909 burgemeester van Eenrum.
Van der Leij was via moederskant een kleinzoon van Evert Reender Reenders en werd in 1835 geboren op de Sickemaheerd in de buurtschap De Hucht, een heemstede op een huiswierde. Zijn vader was er landbouwer en vanaf 1851 gemeenteraadslid van Eenrum. Van der Leij werd zelf landbouwer op de Van der Leijheerd aan de Oude Zeedijk te Pieterburen en nam vanaf 1880 zitting in de gemeenteraad, waarna in 1884 het wethouderschap volgde. Na het aftreden van burgemeester J.D. Pruissen werd Van der Leij in 1891 benoemd tot burgemeester van de gemeente Eenrum. Na zeventien jaar werd hem eervol ontslag verleend wegens zijn leeftijd van 74 jaar.
In 1916 overleed Evert Reenders van der Leij op 80-jarige leeftijd in Pieterburen en werd aldaar begraven op de begraafplaats Wierhuizen.      